# Literaturgeschichte als Provokation der Literaturwissenschaft

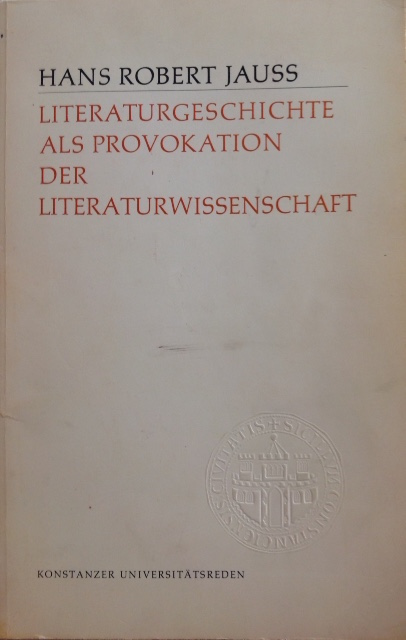
Erstausgabe der stark erweiterten Antrittsvorlesung vom 13. April 1967 von Hans Robert Jauß. Sie erschien 1967 als Nr. 3 der von Gerhard Hess herausgegebenen Reihe Konstanzer Universitätsreden in Konstanz im Verlag der Druckerei und Verlagsanstalt Konstanz Universitätsverlag GmbH.

Literaturgeschichte als Provokation der Literaturwissenschaft lautet der Titel der veröffentlichten, wesentlich erweiterten Fassung der öffentlichen Antrittsvorlesung von Hans Robert Jauß an der Universität Konstanz, die er am 13. April 1967 zur Feier des 60. Geburtstages des Rektors der Universität, Gerhard Hess, gehalten hat. Jauß begründete mit dieser Vorlesung die so genannte Konstanzer Schule, eine Strömung in der Rezeptionsforschung und Grundlage der deutschen Rezeptionsästhetik.

## Antrittsvorlesung und schriftliche Publikation
Jauß’ Vorlesung trug den Titel Was heißt und zu welchem Ende studiert man Literaturgeschichte?, der auf Friedrich Schillers Antrittsvorlesung in Jena 1789 anspielt: Was heißt und zu welchem Ende studiert man Universalgeschichte? Schillers Vorlesung und der Begriff der Universalgeschichte spielen eine erhebliche Rolle in Jauß’ Text.
Für die schriftliche Publikation in der Reihe der Konstanzer Universitätsreden 1967 wurde der neue Titel Literaturgeschichte als Provokation der Literaturwissenschaft gewählt und ist, wie Jauss in einer Fußnote sagt: „durch den Ausbau meiner Thesen erheblich erweitert worden“. Nach zwei Auflagen in diesem Rahmen, 1967 und 1969, erschien 1970 in der edition suhrkamp ein Sammelband mit dem Titel Literaturgeschichte als Provokation, der neben der nochmals überarbeiteten 2. Auflage von Literaturgeschichte als Provokation der Literaturwissenschaft vier weitere Texte von Jauß enthielt: Literarische Tradition und gegenwärtiges Bewußtsein der Modernität (erstveröffentlicht 1965), Schlegels und Schillers Replik auf die Querelle des Anciens et des Modernes (erstveröffentlicht 1967), Das Ende der Kunstperiode – Aspekte der literarischen Revolution bei Heine, Hugo und Stendhal (Originalbeitrag) und Geschichte der Kunst und Historie (Vorlage eines Kolloquiums 1970). Es handelt sich um revidierte Fassungen, die Zusammenstellung stammt von Jauß selbst.
Der Suhrkamp-Band (edition Suhrkamp  Nr. 418) erschien bis 1992 in zehn Auflagen. Jauß’ Text wurde in über 20 Sprachen übersetzt. Ein weiterer Abdruck erschien in:
Rainer Warning (Hrsg.): Rezeptionsästhetik. Theorie und Praxis (= Uni-Taschenbücher, Nr. 303). Fink, München 1975, ISBN 3-7705-1053-4.

## Thesen
Jauß kritisiert den traditionellen Ansatz der Literaturgeschichte, stets nur Epochen aneinanderzureihen, ohne diese untereinander in Beziehung zu setzen. Es sei kein Wunder, dass Literaturgeschichte immer mehr in Vergessenheit gerate. Dabei sei eine reine Synchronie aus zwei Gründen ohnehin illusorisch: zum einen existieren in jeder Epoche stets mehrere literarische Tendenzen gleichzeitig, die wiederum alle für sich von ihrer besonderen Geschichte (Special History) bedingt seien – Jauß greift hier auf das Geschichtsverständnis des Historikers Siegfried Kracauer zurück, der in seiner Abhandlung „Time and History“ aus dem genannten Grund die faktische Ungleichzeitigkeit des Gleichzeitigen konstatiert, und überträgt es auf literarische Erscheinungen; zum anderen bezieht sich Jauß auf die russischen Formalisten Juri Tynjanow und Roman Jakobson, indem er davon ausgeht, dass „jedes synchrone System seine Vergangenheit und seine Zukunft als untrennbare Strukturelemente mit enthalten muß“, deshalb „impliziert der synchrone Schnitt durch die literarische Produktion eines historischen Zeitpunkts notwendig weitere Schnitte im Vorher und Nachher der Diachronie.“ Literarizität bedeute doppelte Opposition: auf der synchronen Ebene zwischen poetischer und praktischer Sprache (literarisches Werk vs. Sachbuch) und auf der diachronen Ebene zum Vorgegebenen der Gattung in der literarischen Reihe.
Die alleinige Betrachtung der Produktions- und der Darstellungsästhetik verkürze die Literatur um ihre Rezeptions- und Wirkungsdimension. Diese aber gehöre zum ästhetischen Charakter und zur gesellschaftlichen Funktion eines Werks, und der Leser sei der Adressat, für den das Werk primär bestimmt sei. Daraus ergeben sich zwei Implikationen: erstens bedeute Lesen immer den ästhetischen Vergleich mit bereits bekannten Werken, zweitens verändere sich das Verständnis der ersten Leser über die Generationen und entscheide so über Bedeutung und ästhetischen Rang des Werks.
Seine rezeptionsästhetische Theorie, die letztlich eine akademische Beschäftigung mit Literaturgeschichte rechtfertigen soll, fundiert Jauß auf sieben Thesen:
- These 1

Die Geschichtlichkeit der Literatur beruht auf der vorherigen Erfahrung des literarischen Werks durch seine Leser.
Ein literarisches Werk bietet nicht jedem Leser zu jeder Zeit den gleichen Zugang. Literaturgeschichte bezeichnet einen stetigen Prozess der Rezeption und Produktion: Der Leser aktualisiert den Text, der Kritiker reflektiert über ihn, der Autor produziert einen neuen Text. Der Ereigniszusammenhang der Literatur vermittelt sich im Erwartungshorizont der literarischen Erfahrung zeitgenössischer und späterer Leser.
- These 2

Die Literaturgeschichte muss Aufnahme und Wirkung eines Werkes in dem objektivierbaren Bezugssystem der Erwartungen beschreiben, das sich für jedes Werk aus dem Vorverständnis der Gattung und den bekannten Texten ergibt.
Den Idealfall der Objektivierbarkeit bilden Werke, die Gattungs-, Stil- oder Formkonventionen erst evozieren und dann brechen. Die spezifische Disposition des ersten Publikums ist ermittelbar, und zwar anhand von drei Faktoren:
1. bekannte Normen / Gattungspoetik,
2. Beziehungen zu bekannten Werken,
3. Gegensatz von Fiktion und Wirklichkeit.

Der Leser rezipiert das Werk sowohl mit seinem literarischen Erwartungshorizont als auch mit seiner eigenen Lebenserfahrung.
- These 3

Eine ästhetische Distanz entsteht zwischen dem vorgegebenen Erwartungshorizont und dem Horizontwandel im neuen Werk. Sie wird am Spektrum der Publikumsreaktionen sichtbar.
Das Übertreffen, Widerlegen oder Einlösen der Publikumserwartungen sind Kriterien für den ästhetischen Wert eines Werkes. Die ästhetische Distanz bestimmt den Kunstcharakter. Sie kann für spätere Leser verschwinden, wenn die neuen Techniken immer wieder eingesetzt und damit vertraut werden. Manche Werke haben zum Erscheinungszeitpunkt noch kein spezifisches Publikum.
- These 4

Die Rekonstruktion des Erwartungshorizontes des Erstpublikums ermöglicht, die Frage zu stellen, auf die der Text eine Antwort war, und damit auf die Rezeption des damaligen Publikums zu schließen.
Implizit und explizit vorausgesetzte Werke können dabei als Hintergrund dienen. Die Summe der Urteile aller Leser ergibt das „Urteil der Jahrhunderte“, den virtuellen Sinn des Werks. Auch klassische Werke waren zu ihrem Erscheinungszeitpunkt innovativ. Die Erkenntnisvermittlung des Kunstwerks kann nicht nur durch gegenwärtige, sondern auch durch antizipierte Erfahrung, neue Fragen und Anschauungsmodelle erfolgen.
- These 5

Die Bedeutung eines literarischen Werks erfordert eine Platzierung in seine „literarische Reihe“.
Das nächste Werk der Reihe kann formale oder moralische Probleme lösen, die das vorangehende offenließ, und seinerseits neue Probleme aufgeben. Jauß beschreibt den Verlauf der literarischen Evolution als immer wiederkehrende Abfolge:
Innovation → Höhepunkt → Reproduktion → Automatisierung → Ablösung durch neue Gattung
Literarische Reihen bilden die Werke eines Autors, eines Stils, einer Gattung oder auch verschiedener Gattungen. Die Bedeutung eines Werks setzt Innovation voraus. Die eigene Erfahrung des Interpreten ist dabei notwendig. Der Abstand zwischen der aktuellen und der virtuellen Bedeutung eines Werks ist variabel, manchmal erst nach langer Zeit in Einklang zu bringen. Gelegentlich kommt es zu Renaissancen (Neurezeptionen) alter Werke vor einem veränderten Rezeptionshintergrund.
- These 6

Die Vielfalt der gleichzeitigen Werke kann durch synchrone Schnitte in Strukturen gegliedert werden.
Homogene literarische Reihen gibt es nicht. Die gleichzeitige Literatur ist aus produktionsästhetischer Perspektive heterogen, aus rezeptionsästhetischer Perspektive aber einheitlich bedeutungsstiftend. Konstante Faktoren („Syntax“) sind Gattungen, Stilarten, rhetorische Figuren. Variable Faktoren („Semantik“) sind Themen, Motive und Bilder. Aufgabe der Literaturgeschichte ist es nun, bedeutsame Schnittpunkte aufzufinden.
- These 7

Literaturgeschichte muss im Zusammenhang mit der allgemeinen Geschichte gesehen werden: die gesellschaftliche Relevanz der Literatur wird deutlich, wenn die literarische Erfahrung des Lesers in den Erwartungshorizont seiner Lebenspraxis eintritt und diese verändert.
Jauß stellt die gesellschaftsbildende Funktion der Literatur heraus, die sich zum Beispiel an moralischen Werten ablesen lässt. Das literarische Werk kann den Leser vor moralische Fragen stellen, deren Antworten die Gesellschaft ihm schuldig bleibt.

### Fazit
Die spezifische Leistung der Literatur im gesellschaftlichen Dasein ist da zu suchen, wo die Literatur nicht in der Funktion der darstellenden Kunst aufgeht. Die Kluft zwischen Literatur und Geschichte bzw. ästhetischer und historischer Erkenntnis wird überbrückbar, wenn die Literaturgeschichte im Gang der literarischen Evolution die gesellschaftsbildende Funktion aufdeckt, die der Literatur zukommt.

## Rezeption
Jauß’ Text wurde als „Ursprungsmanifest“ und „Programmschrift“ der neuen Schule der Rezeptionsästhetik verstanden. Er erreichte eine enorme Verbreitung und fand ein starkes Echo in der wissenschaftlichen Gemeinschaft. Hans Ulrich Gumbrecht bezeichnete ihn 2011 als „eine[n] der großen Erfolge in der Geschichte der deutschen Geisteswissenschaften“. Der amerikanische Komparatist und Germanist Robert C. Holub beschrieb diesen Erfolg in der Zeitschrift The German Quarterly 1982 so: „Seit Hans Robert Jauß’ ‚Provokation‘ der Literaturwissenschaft 1967 hat beinahe jede kritische Denkschule und beinahe jede Disziplin der Literatur auf seinen Aufruf geantwortet.“ Freilich sei das Echo in der amerikanischen Literaturwissenschaft noch nicht angekommen.

## Ausgaben
- Jauß, Hans Robert: Literaturgeschichte als Provokation der Literaturwissenschaft (= Konstanzer Universitätsreden Nr. 3). Universitätsverlag Konstanz, Konstanz 1967 (2. Auflage 1969).
- Jauß, Hans Robert: Literaturgeschichte als Provokation der Literaturwissenschaft. In: ders.: Literaturgeschichte als Provokation (= edition Suhrkamp Nr. 418). Suhrkamp Verlag, Frankfurt am Main 1970, S. 144–207 (Kleinere Ergänzungen gegenüber der Erstausgabe von 1967).